# Proje(c)t Y
 (mai 2020).
Si vous disposez d'ouvrages ou d'articles de référence ou si vous connaissez des sites web de qualité traitant du thème abordé ici, merci de compléter l'article en donnant les références utiles à sa vérifiabilité et en les liant à la section « Notes et références ».
Proje(c)t Y est un festival de courts métrages universitaires qui se déroule à Montréal au Québec depuis 1997.
L’objectif principal du festival est de créer un pont entre les étudiants en cinéma et le domaine professionnel. Le festival se présente sous la forme d’un concours dans lequel les étudiants des universités participantes  présentent leurs films. Chaque année, de nombreux prix sont remis aux gagnants. Cet évènement contribue non seulement à la relève du cinéma québécois, mais offre également la chance aux professionnels de découvrir de nouveaux talents. L’année 2010 marque la 15e édition du Proje(c)t Y.

## Historique
Le Proje(c)t Y a été créé par des étudiants universitaires poussés par leur désir d’offrir une tribune aux jeunes cinéastes tout en facilitant les liens entre les débutants et les professionnels du domaine cinématographique. Dans ce contexte, la première représentation de courts métrages étudiants du Proje(c)t Y fut dévoilée dans une salle de l’Université Concordia il y a quinze ans. L’année suivante, l’organisation étudiante présentait déjà les œuvres inscrites au festival à l’extérieur de Montréal. C’est ainsi que le projet prit de l’expansion en incluant de nombreuses régions du Québec à son programme. En 1999, les « films Y» se rendront même jusqu’en France et en 2000, ils seront accueillis dans plusieurs villes canadiennes anglophones. Le Proje(c)t Y  visite environ 14 villes du Québec chaque année.

## Déroulement
L’organisation du Proje(c)t Y est prise en charge par une équipe bénévole, qui dans un cadre non universitaire, organise chaque année l’évènement. Les diverses étapes du concours sont gérées par les responsables du projet. Chaque édition débute par la remise des courts métrages dans leur université respective avant une date butoir. Les étudiants remettent alors une copie de leur film dans une boîte à cet effet gérée par le Proje(c)t Y. Par la suite, l’équipe du Proje(c)t Y sélectionne les meilleurs courts métrages qui feront l’objet d’une projection d’une durée d’une heure et demie.
Cette projection est ensuite présentée dans une dizaine de villes québécoises : c’est la grande tournée! Elle termine finalement son périple à Montréal. Depuis deux années consécutives, la projection finale se déroule à la cinémathèque québécoise. Les nombreux prix sont attribués par un jury, différemment composé chaque année, et par le public ayant assisté aux diverses représentations. Lors de la 14e édition, les gagnants du premier prix ont par exemple pu bénéficier d’une distribution de leur film par 7e Art Distribution, de 1 000 $ en réduction pour des formations de la série Espresso offert par l’Inis et d’une diffusion sur le site internet des Kréaturs.
En plus d’offrir une tribune aux courts-métrages étudiants, le Proje(c)t Y donne de l’information entourant le domaine cinématographique lors de nombreux évènements. Pendant toute la durée de l’année, "l’équipe Y" organise des séances d’informations pour les étudiants, des tables rondes avec de nombreux invités en lien avec le cinéma, des projections de films et plusieurs autres activités qui permettent toujours d’accroître les connaissances et l’expérience de la relève cinématographique québécoise.